# Heterachthes ebenus
Heterachthes ebenus är en skalbaggsart som beskrevs av Newman 1840. Heterachthes ebenus ingår i släktet Heterachthes och familjen långhorningar.
Artens utbredningsområde är:
- Bahamas.
- Kuba.
- Guatemala.
- Honduras.
- Nicaragua.
- Uruguay.
- Venezuela.

Inga underarter finns listade i Catalogue of Life.